# Marco Besso
 (juillet 2023).
Si vous disposez d'ouvrages ou d'articles de référence ou si vous connaissez des sites web de qualité traitant du thème abordé ici, merci de compléter l'article en donnant les références utiles à sa vérifiabilité et en les liant à la section « Notes et références ».
Marco Besso, né à Trieste (Royaume d'Illyrie), le 9 septembre 1843 et mort à Milan (royaume d'Italie), le 7 octobre 1920, est un homme d'affaires, assureur, bibliophile et mécène autrichien puis italien.

## Biographie
Marco Besso naquit dans une vieille famille de négociants et armateurs juifs sépharades provenant d'Espagne où leur nom est déjà mentionné au XVIIe siècle et établis ensuite à Arta en Épire (Grèce, Empire ottoman), d'où ils ont émigré en 1817 dans la grande ville commerçante de Trieste dans l'empire d'Autriche. Giuseppe Besso dont toute la famille avait été décimée par la peste à Arta s'établit avec son fils Salvatore à Trieste. Salvatore Besso y devint armateur et y épousa en 1836 Regina Cusin fille de Vitale Beniamino Cusin fondateur en 1831 des Assicurazioni Generali. Parmi leurs enfants ils eurent outre Marco Besso, Giuseppe Besso, qui deviendra directeur des Assicurazioni Generali et sera le père du physicien Michele Besso, ami d'Albert Einstein, ainsi que Davide Besso (1845-1906), mathématicien réputé, professeur à l'université de Modène et fondateur de la revue scientifique "Periodico di matematiche".
Âgé d'à peine seize ans, Marco Besso dut interrompre ses études à la suite des difficultés de la firme de transport maritime familiale et il devint employé dans une compagnie d'assurances à Ljubljana d'abord, puis à Innsbruck.
La firme où il travaillait passa sous le contrôle des Assicurazioni Generali de Venise et en 1863 il fut envoyé en mission à Rome pour conclure une longue et difficile négociation avec le ministre des affaires intérieures du Saint-Siège en vue de faire absorber par les Assicurazioni Generali la Privilegiata Società Pontificia delle Assicurazioni.
Par la suite, il resta à Rome jusqu'en 1866 trouvant encore le temps d'étudier les possibilités de créer des assurances à but social.
Il devint en 1877 secrétaire général des Assicurazioni Generali puis en 1885 directeur et en fut élu président en 1909.
Il s'était largement introduit dans la vie industrielle et financière tant en Europe qu'en Italie et fit partie des conseils d'administration de nombreuses banques et firmes industrielles, privilégiant les entreprises consacrées à l'électricité et aux transports.
Marco Besso avait acquis en 1905 l'ancien palais Strozzi de Rome, sur le "Largo di Torre Argentina", devenu "Palazzo Besso", où il établit sa demeure privée et fit réaliser en 1907 une vaste bibliothèque par l'ébéniste et sculpteur Fernando Loreti, dans l'intention d'y établir une fondation pour favoriser la culture. Ce palais est toujours le siège de la fondation.

## Le bibliophile et l'érasmologue
À côté de ses tâches industrielles, Marco Besso avait gardé un grand intérêt pour la culture et fut fasciné par l'œuvre d'Érasme de Rotterdam, dans lequel il reconnut l'image la plus accomplie de l'homme de la Renaissance que Carlo Ossola considèrera comme l'exemple de l'Européen aux delà des frontières. Il se constitua ainsi une riche collection d'ouvrages consacrés à l'humaniste rotterdamois dont il acquit de nombreuses éditions originales, principalement de l'Éloge de la folie. Il chargea son neveu Michele Besso, qui deviendra un physicien de renom, de procéder au rangement de sa bibliothèque et d'en commencer un catalogue. Celui-ci procurera également à son oncle les reproductions photographiques des dessins de Hans Holbein l'Ancien ornant un exemplaire de l'Éloge de la folie. Michele Besso s'occupera de cette tâche de bibliothécaire jusqu'en automne 1919.
À côté d'Érasme c'est l'œuvre de Dante qui le passionna et dont il se constitua une précieuse collection d'incunables et d'éditions anciennes, ainsi que de traductions et d'éditions.
Après sa mort, la bibliothèque de Marco Besso s'est muée en fondation et à côté du précieux noyau érasmien s'est enrichie de nombreuses publications nouvelles dans le domaine des arts, de l'architecture et de l'histoire de Rome et du Latium antique.
La fondation Besso se préoccupe d'études concernant Rome, ses coutumes, son histoire et ses traditions de sa fondation à nos jours.